# Fantaisie en sol majeur, BWV 572
La Fantaisie ou Pièce d'Orgue en Sol majeur, BWV 572, est une composition pour orgue de Jean-Sébastien Bach.  Elle se compose de trois parties.
On n'a pas retrouvé de partition autographe de cette œuvre. Les plus anciennes copies manuscrites existantes de la pièce datent des années 1710 (première version) et 1720 (version révisée).
La première version est une copie que le cousin éloigné de Bach, Johann Gottfried Walther a faite à Weimar vers 1712. Dans cette version, l'utilisation des pédales ne commence qu'à la fin du deuxième mouvement (mesure 176) . 
La version révisée a vraisemblablement été achevée au moins six mois avant que Bach ne déménage de Köthen à Leipzig au printemps 1723.
La différence essentielle avec la première version est un élargissement de la première partie.

## Histoire

### Première version
La plus ancienne copie de la première version est de la main de Johann Gottfried Walther
,. 
Ce manuscrit peut être daté de la période 1714-1717
, 
et porte le titre Piece d'Orgue | di | Giov: Sebast: Bach. 
Selon George B. Stauffer, Bach l'aurait composée durant la période 1708-1712 
. 
Jean-Claude Zehnder (de) suppose, quant à lui, que cette première version aurait été composée durant les premières années du séjour de Bach à Weimar. Mais il mentionne également l'affirmation de Siegbert Rampe (de) selon laquelle elle eût pu être composée un peu plus tard
.

### Version révisée
Les premières copies qu'on ait de la version révisée de Bach datent des années 1720
,,,. 
Ces manuscrits portent également le titre Piece d'Orgue
,,. 
La plus ancienne copie existante de la version révisée avait été écrite par un élève de Cothen à la fin de 1722, environ six mois avant que Bach ne déménageât à Leipzig
. 

### Controverse quant au titre de l'œuvre
Selon Peter Williams, un manuscrit perdu, qui avait servi à la publication en 1846 par Griepenkerl (de) & Roitzsch, était probablement intitulé Fantasia
,. 
Philipp Spitta, en intitulant l'œuvre Fantasia dans le premier volume de sa biographie de Bach (en) datant de 1873, la considérait plus "Buxtehudienne" que toute autre composition de Bach
. 
La Bach Gesellschaft a publié l'œuvre sous le titre de Fantasie en 1891
. 
Un siècle plus tard, la Neue Bach-Ausgabe est revenue au nom retrouvé sur les premiers manuscrits, à savoir Pièce d'Orgue
. 
Au XXIe siècle, la nouvelle édition urtext par Breitkopf & Härtel utilise également cette dernière dénomination pour le BWV 572
. 
Même si nombre d'éditions la qualifie de Fantaisie, on ne peut que constater qu'elle laisse peu de place à la fantaisie de l'improvisation, notamment dans le mouvement central.
De nombreux récitalistes l'appellent dans leurs programmes Pièce d'Orgue (en français), son titre dans la plupart des copies contemporaines; mais cela, selon Peter Williams, est également trompeur, car il n'y a pas grand-chose de français dans la musique elle-même, à l'exception de l'utilisation des neuvièmes et septièmes dans le style de Nicolas de Grigny (au milieu de la section alla breve) et la possible allusion aux registrations françaises de l'époque Plein Jeu et le choix de la tonalité de Sol majeur. L'œuvre pourrait alors plus précisément être décrite comme une Toccata, car elle partage la tradition des toccatas sectionnelles (dans la lignée de Buxtehude) avec une section contrapuntique centrale entourée d'un cadre de type toccata
.

## Structure
Dans son Musicalischen Lexicon de 1732, Johann Gottfried Walther  donne la définition suivante du terme formel pièce, rarement utilisé dans la musique baroque allemande: « Pièce […] est principalement utilisé pour des pièces instrumentales, dont certaines constituent les parties d'un morceau entier ».

### Première partie
La première partie de la Fantaisie en sol majeur ne contient, dans la première version, pas d'indication de tempo. Mais dans la version révisée elle est anotée Très vitement (en français). Il s'agit d'un solo manuel avec une mesure à 12/8 et une mélodie monodique largement filée, ce qui suggère cependant une polyphonie latente, similaire au Prélude en ut majeur de la première partie du Clavier bien tempéré.

### Deuxième partie
La deuxième partie commence par une entrée surprenante de la pédale sur la tonique Sol. Dans la première version, elle porte l'indication Gayement (en français, équivalent à l'italien Allegro), alors que dans la version révisée il s'agit de Gravement (toujours en français). Les parties manuelles entrent immédiatement pour constituer une polyphonie à 5 parties suivant un mouvement alla breve, qui se caractérise principalement par une audace harmonique avec de nombreuses appogiatures qui s'inspire des modèles français. Aucune des cinq voix ne mène, ce n'est donc pas une fugue. C'est un exemple classique du grand plein jeu français, composé de tous les principaux et mixtures, qui insiste sur le développement de l'harmonie et évite le contrepoint. La tension harmonique augmente progressivement sur 157 mesures pour finalement aboutir à un point d'orgue sur la dominante de Ré qui s'étend sur neuf mesures. Cette partie s'achève alors brutalement en cadence rompue sur un accord de septième diminué.
Philipp Spitta décrit la structure et l'effet de la deuxième partie comme suit:
« Vers la fin […] le motif principal émerge aussi puissamment et lentement. La tension augmente de plus en plus, jusqu'à une intensité et une lueur indescriptibles, qui oscille bien au-delà des capacités de l'orgue: la pédale monte lentement et irrésistiblement de deux octaves vers le haut par notes entières à partir du Ré, puis dans l'imposant point d'orgue, il repose longtemps sur la pierre de départ, la main gauche reprend le motif par tiers, et au-dessus, les contrepoints se balancent encore et encore ».
La note Si -1 à la pédale de la mesure 94 manque sur tous les orgues avec lesquels Bach était impliqué, mais est présent sur de nombreux clavecins. L'actuel organiste de la Thomaskirche Leipzig Ullrich Böhme (de) suppose donc que cette deuxième partie était à l'origine une pièce manuelle 

### Troisième partie
La troisième partie se compose d'arpèges en sextolets de triples croches au manuel, accompagnés d'une descente chromatique en valeurs longues à la pédale, qui comme dans la deuxième partie, aboutit à un point d'orgue sur la dominante de Ré avant que la cadence finale triomphante tant attendue en Sol majeur ne soit atteinte. Dans la première version, la partie finale porte l'indication de tempo Lentement (en français), alors que dans la version finale, il n'y a pas d'indication de tempo. C'est l'une des raisons pour lesquelles il existe différentes interprétations de cette partie. Alors que de nombreux organistes la perçoivent comme un sursaut final dramatique, Olivier Latry, par exemple, l'interprète comme une fin calme et réfléchie .